# 진득재
진득재(중국어 정체자: 陳得才, 병음: Chen Decai ? - 1864년)는 태평천국의 지도자 중 한 명으로 부왕에 봉해졌다.

## 생애
광서성 등현 출신으로 명장 진옥성의 부친의 사촌에 해당된다. 1851년, 태평천국군에 가입하였고, 곧 부왕(扶王)에 책봉된다. 1862년, 명을 받아 뇌문광, 계왕 양성부, 호왕 남성춘 등을 이끌고 하남으로 서정을 떠났다. 진득재군은 몇 개월 동안 진격하여 섬서성 서안에 육박했다. 그러나 여주(廬州)의 진옥성이 위급한 상황에 빠지자 진득재를 여주로 불렀지만, 진옥성은 진득재가 도착하기 전에 청나라 군대에 의해 목숨을 잃었다. 진득재는 다시 군대를 돌려 서쪽으로 향했다. 2년간에 걸쳐 군사를 모아 포위된 천경을 구원하려고 한 것이다.
1863년, 한중을 점령했지만, 천경으로부터 급한 원병의 요청을 받았다. 1864년 초여름, 호북성과 안휘성의 경계에 도착했다. 천경에서는 식량이 부족했기 때문에 가을의 수확을 기다려 출발하기로 했지만, 7월에 천경이 함락되었다.
청나라는 보르지기트 셍게린첸을 파견하여 진득재 군에 대한 공격을 시작했다. 진득재 군에게 천왕 홍수전이 사망하고, 어린 천왕 홍천귀복마저 잡힌 것이 알려지자 어수선해 지게 되었고, 11월에 곽산에서 대패했다. 장병들은 속속 투항해 나갔고, 세력은 점점 약화되어 갔다. 심지어 진득재를 잡아 투항하려고 획책하는 세력이 있다는 이야기를 듣고 결국 진득재는 독을 마시고 자살을 했다.
진득재 군 가운데 뇌문광의 부대는 행태를 유지하고 있었으며, 뇌문광은 염군과 합류해 청나라에 대한 저항을 계속했다.